# Massacre de Grattan
Guerres indiennes
Le massacre de Grattan, également appelé Affaire Grattan est un affrontement qui s'est déroulé le 19 août 1854 à proximité de Fort Laramie et a vu s'opposer environ 1 200 guerriers sioux à 29 soldats de l'armée américaine dirigés par le lieutenant Grattan. La bataille, qui marque le début de la guerre des Sioux contre les États-Unis, s'est achevée par la mort de tous les soldats présents et de deux Amérindiens.

## Préambule: le traité de Fort Laramie de 1851
En 1851, à la suite de la création de la piste de l'Oregon qui traversait les Plaines pour rejoindre le Pacifique, le gouvernement américain, afin de prévenir tout heurt avec les Amérindiens, les invita à une grande conférence de paix à Fort Laramie en 1851. Au terme de ce traité, les Amérindiens acceptèrent la cessation des guerres tribales , de ne pas attaquer les colons qui empruntaient la piste de l'Oregon ; et chaque tribu présente voyait son territoire délimité sur une carte (clause difficilement respectable étant donné que seules neuf tribus étaient représentées, et que les Amérindiens ne pouvaient respecter des frontières tracées sur une carte). En échange de quoi, le gouvernement promettait des annuités s'élevant à 50 000 dollars durant 50 ans aux Amérindiens et des marchandises.

## La bataille
En 1854, conformément au traité, environ 4 500 Sioux Brûlés vinrent camper non loin du fort dans l'attente qu'on leur versât les marchandises promises.
Cependant, une vache appartenant à un Mormon s'échappa d'une caravane qui empruntait la piste de l'Oregon, pour aller se perdre dans le camp amérindien. Un Miniconjou en visite chez des parents, tua la vache apparemment perdue et la mangea. Le Mormon alla se plaindre que sa vache lui avait été volée par les Amérindiens au Fort Laramie. C'est le prétexte que choisit John Lawrence Grattan (en), un jeune lieutenant fraîchement gradé pour aller donner une bonne leçon aux « sauvages ». Le 19 août, il se dirigea, avec 29 fantassins, un interprète et deux obusiers de campagne au camp sioux, pour réclamer à ce que le coupable soit livré pour être puni. Le chef des Brûlés, un vieil homme sage, Conquering Bear (en), refusa mais proposa à ce que des chevaux soient donnés en dédommagement au Mormon. Grattan refusa et insista, réclamant le coupable. Le ton montait, et Grattan ordonna le feu. Conquering Bear fut mortellement touché, tandis qu'un tir d'artillerie mal dirigé décapita un tipi. La réaction des agressés fut rapide. Avant que les soldats n'aient eu le temps de recharger leurs armes, les guerriers amérindiens attaquèrent pour venger le chef tombé. Du côté des Blancs, il n'y eut aucun survivant.
Rapidement, les Amérindiens démontèrent le camp pour fuir d'éventuelles représailles.

## Conséquences
L'Affaire Grattan marqua le début de la guerre des Sioux contre les États-Unis, guerre qui ne s'acheva que 36 ans plus tard, avec le massacre de Wounded Knee. Les Sioux, vaincus, perdirent les terres qu'ils avaient si âprement défendues.
En « représailles » à la mort de Grattan, l'armée américaine attaqua les Sioux. Le général Harney attaqua un campement Brûlé, sur la Blue Water. Ce fut la bataille de Ash Hollow. En témoignage au nombre de victimes, mais aussi à leur sexe, Harney fut désormais appelé par les Lakotas « Woman Killer ».
On raconte que le jeune et futur Crazy Horse était présent au village de Conquering Bear de Fort Laramie, et qu'il assista à la mort de ce dernier. Cet événement devait lui donner par la suite une vision, vision qui devait le guider dans la suite de sa vie.

## Sources
- (en) Paul Norman Beck, The first Sioux war : the Grattan Fight and Blue Water Creek, 1854-1856, Lanham, University Press of America, 2004, 182 p. (ISBN 978-0-7618-2884-6, OCLC 56715477, lire en ligne).
- Joseph Marshall III (trad. de l'anglais par Renaud Morin), Crazy Horse : une vie de héros [« The journey of Crazy Horse »], Paris, Albin Michel, coll. « Terre indienne », 2007, 338 p. (ISBN 978-2-226-17709-4, OCLC 319835554), p. 98.